# Adriano Yamamoto
Adriano Yamamoto – brazylijski judoka.
Złoty medalista igrzysk Ameryki Południowej w 2002. Wygrał mistrzostwa panamerykańskie w 2003 i trzeci w 2002. Triumfator mistrzostw Ameryki Południowej w 2002 roku